# Alexander Fedorovich
Alexander Fedorovich (en bielorruso: Аляксандр Федаровіч; en ruso: Александр Федорович; Minsk, 27 de agosto de 1973 - 5 de enero de 2022) fue un futbolista profesional bielorruso que jugó como portero.

## Trayectoria
Ostentó el récord (a enero de 2021) de más apariciones para un portero del club BATE Borisov, habiendo participado en 262 partidos en todas las competiciones del equipo. Después de su retiro pasó a trabajar en el BATE Borisov como entrenador de porteros. Era de ascendencia polaca. Fedorovich falleció el 5 de enero de 2022, a la edad de 48 años.

## Clubes
| Club                 | País        | Año       |
| -------------------- | ----------- | --------- |
| Niva Samokhvalovichi | Bielorrusia | 1992      |
| Dnepr Mogilev        | Bielorrusia | 1993-1995 |
| BATE Borisov         | Bielorrusia | 1996-2004 |
| Naftan Novopolotsk   | Bielorrusia | 2004      |
| BATE Borisov         | Bielorrusia | 2005–2007 |